# 英国第21集团军群
第21集团军群（英語：21st Army Group）是第二次世界大战期间组建的英国一只编队。它控制着两支集团军和其他支援部队，主要包括英国第2集团军和加拿大第1集团军。1943年7月成立于伦敦，受盟军远征军最高司令部指挥，参与西方盟军入侵欧洲的霸王行动，是欧洲战区盟军的一支重要力量。在其存在的不同时期，第21集团军群还附属有英国、加拿大、美国和波兰的集团军或军。1944年6月至1945年8月，第21集团军群在法国北部、卢森堡、比利时、荷兰和德国作战，1945年8月更名为英国莱茵军团（BAOR）。